# Monteis
Monteis és una masia a poc més de mig km al NO del nucli de Tavertet (Osona). Masia del segle xvii, documentada des del segle xiv. L'edifici actual es datat del 1609. El petit edifici annexat a la masia és anomenat la "Casica", i podria haver estat capella o bé una petita masoveria o cambreria. Es troba registrada en els fogatges del "Castell y terme de Tavertet fogajat a 5 d'octubre 1553 per Joan Montells balle, Pere Closes y Climent Parareda promens com ampar en cartes 223" on consta un tal "Joan Montells".
Masia de planta rectangular coberta a dues vessants amb el carener paral·lel a la façana, situada a migdia. Presenta un annex adossat a la façana oest amb l'aparell constructiu molt semblant al cos principal. S'observa una diferencia d'alçada a nivell de la coberta. A la façana nord, hi ha un annex petit amb els ràfecs de llosa. La porta principal, d'arc de mig punt adovellat, crea un eix de simetria en la façana. Totes les obertures tenen els emmarcaments de pedra picada igual que les arestes. Les arestes del sector NE té els carreus escairats d'una mida molt gran, i s'uneixen els carreus de la finestra més propera, formant tot un pany de paret. En l'escaire SE hi ha un petit torricó de defensa de planta circular, construït amb pedra tosca. Hi ha una llinda amb la data 1615 i una finestra amb la data 1658; a l'interior hi ha la llinda d'un portal amb la data 1610 i en un graó de l'escala, l'any 1810. Hi ha una gran xemeneia.